# Office of Thrift Supervision
L'Office of Thrift Supervision (OTS) è una agenzia del governo federale degli Stati Uniti all'interno del Ministero del Tesoro per la vigilanza sulla solvibilità delle casse di risparmio americane (note con il nome di savings and loan associations oppure thrift).
Altre agenzie con compiti simili all'OTS che collaborano reciprocamente in materia di vigilanza bancaria e finanziaria sono: Federal Reserve System; Federal Deposit Insurance Corporation; Office of the Comptroller of the Currency; National Credit Union Administration. Il Federal Financial Institutions Examination Council (FFIEC) garantisce il coordinamento tra le varie agenzie di vigilanza bancaria e l'applicazione uniforme dei principi di sorveglianza sul sistema bancario e finanziario.